# Tudanca (raza bovina)
La tudanca es una raza vacuna española pertenece al tronco castaño cantábrico y autóctona de la zona occidental de Cantabria. Actualmente se extiende por todo el territorio de esta comunidad, especialmente en zonas de montaña del interior.
Algunos autores consideran que tanto la lebaniega como la campurriana, ambas extintas, eran variedades de la tudanca, y para el experto bovino José María de Cossío, ambas pertenecían a la tudanca, y más que variedades diferentes, eran la misma raza pero con matices.

## Morfología
Su peso ronda los 320 kg en las hembras y los 420 en los machos. La alzada llega a los 135 cm en las hembras y 150 en los machos. La capa más común en los machos reproductores es casi negra, con un «listón» claro que recorre el dorso. Las hembras pueden presentar diferentes capas, aunque todas recuerdan a los colores miméticos propios de las especies salvajes:
- Tasuga. Pelo oscuro en la base y claro en la punta, tal como el tasugu.
- Avellana. Pelo de color avellanado.
- Josca. Como la tasuga, pero con tonalidad más contrastada.
- Corza. Pelaje pardo anaranjado con punta más clara.

Todas las capas comparten la «sanguijuela», o arco superciliar claro, y es característico de esta raza el «escudo labial» despigmentado en forma de triángulo.
Las astas presentan diferentes formas, aunque la típica es larga, abierta, ligeramente torcida y de base blanca con pitón negro.
Su aspecto es magro, ágil y anguloso, con preponderancia del tren anterior. Tiene andar decidido y elástico, y es de carácter temperamental y vivo.

## Historia de la raza

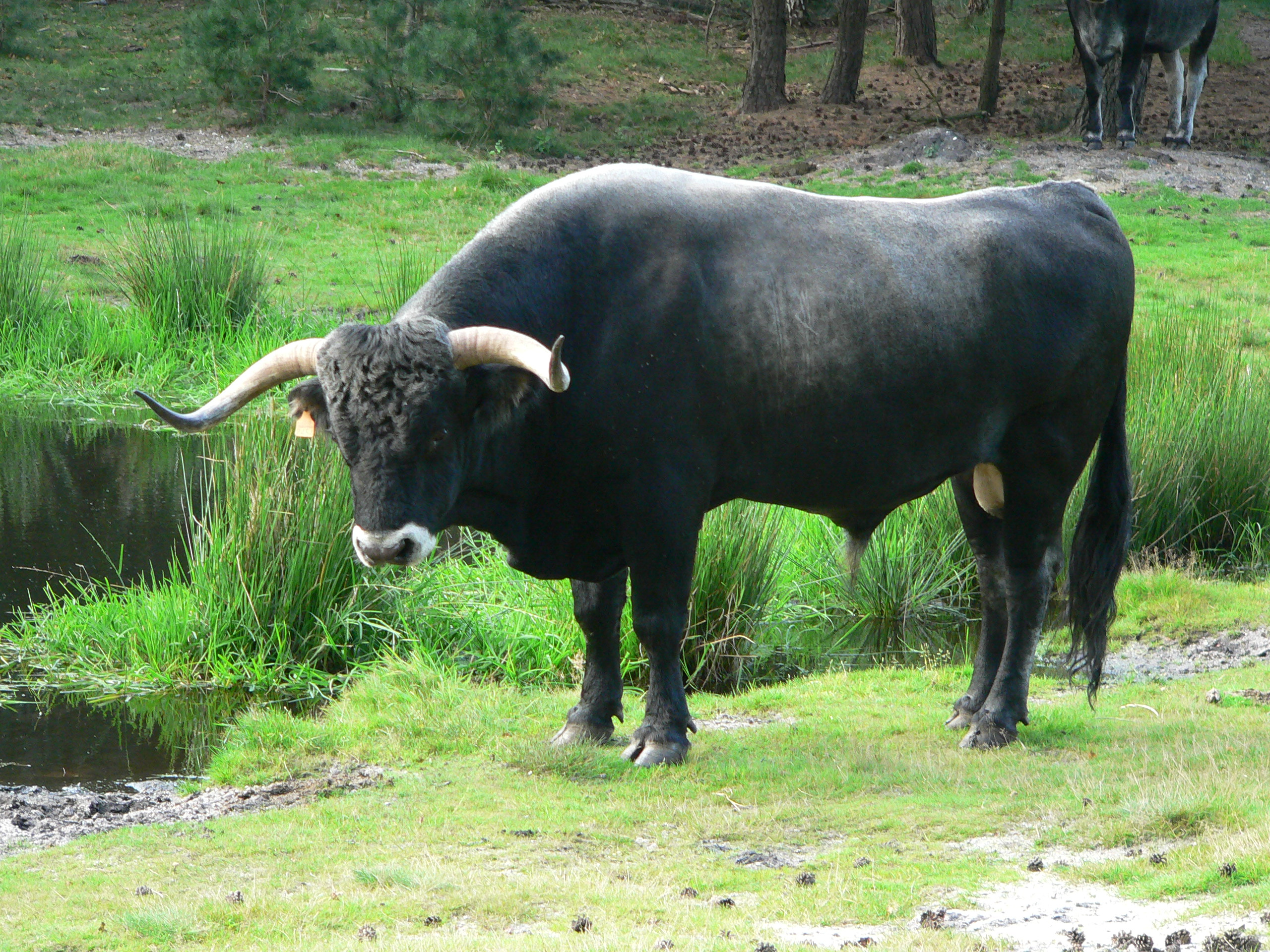
Toro tudanco en Johannahoeve, Holanda.

El origen taxonómico es incierto, aunque parece acomodarse a la evolución exitosa de la adaptación al medio del uro. José María de Cossío la describía como «ágil, fuerte, sobria y resistente», y fueron estas características las que fueron desplazando a otras razas autóctonas cántabras menos completas para su uso doméstico en una sociedad rural de subsistencia. En efecto, no es la vaca más fuerte, ni la más lechera, ni la que más carne produce, pero es muy fuerte, produce leche rica en grasas, su carne es magra y sabrosa, y sobre todo, requiere pocos cuidados, adaptándose perfectamente al régimen de semilibertad en el clima montañés.

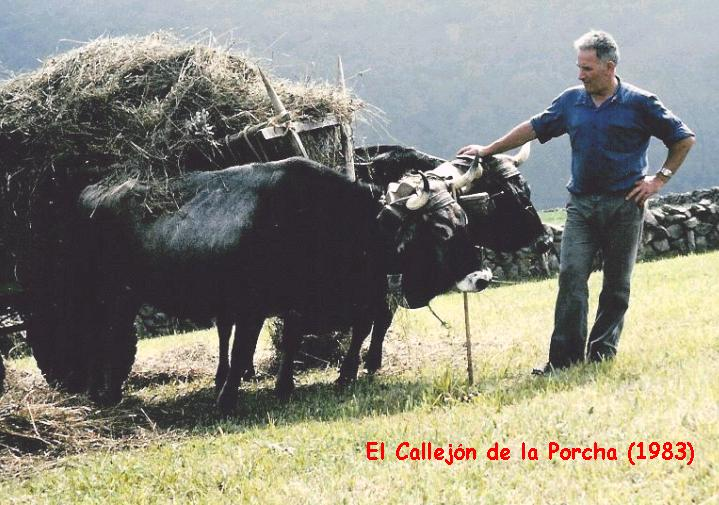
Pareja trabajando en cosecha de la hierba. Agosto de 1983. El Tojo, valle del río Saja.

Antes de la mecanización del campo (no hace muchas décadas en algunas comarcas cántabras), la vaca tudanca era la protagonista de las labores más penosas. A pesar de su reducido tamaño, su extraordinaria fuerza hizo posible el auge de la industria carretera de las zonas montañosas cántabras o palentinas (San Martín de los Herreros, La Lastra, etc). Así lo atestigua el primer congreso de criadores de ganado tudanco, celebrado en 1947, que señalaba un aumento en la demanda de parejas de bueyes desde Vizcaya, Palencia y Burgos. En ese año había en la región 61 785 cabezas de tudanco.
La extensión del uso de maquinaria pesada y la reorientación ganadera hacia ganado exótico de raza frisona, especializado en la producción láctea, causó la reducción de una cabaña que superaba las 90 000 cabezas a principios de siglo. En 1947 había 61 785 tudancas en la región y según el primer congreso de criadores de ganado tudanco celebrado ese mismo año, la demanda de parejas de bueyes seguía en aumento (especialmente desde Vizcaya, Palencia y Burgos). Apeñas treinta años más tarde quedaban 17 173 ejemplares y en 1999 se contabilizaron apenas 9968.

El cambio de siglo daba una esperanza a la raza, registrándose un aumento del 30% en menos de diez años, alcanzando la cifra de 12 991 tudancas registradas en 2008. En la actualidad, su interés económico no es muy alto y la raza se mantiene gracias al interés de ganaderos, en los que el recuerdo y agradecimiento a un animal tan ligado a la identidad de las zonas montañosas de Cantabria, Palencia o León han prevalecido sobre los aspectos puramente económicos.

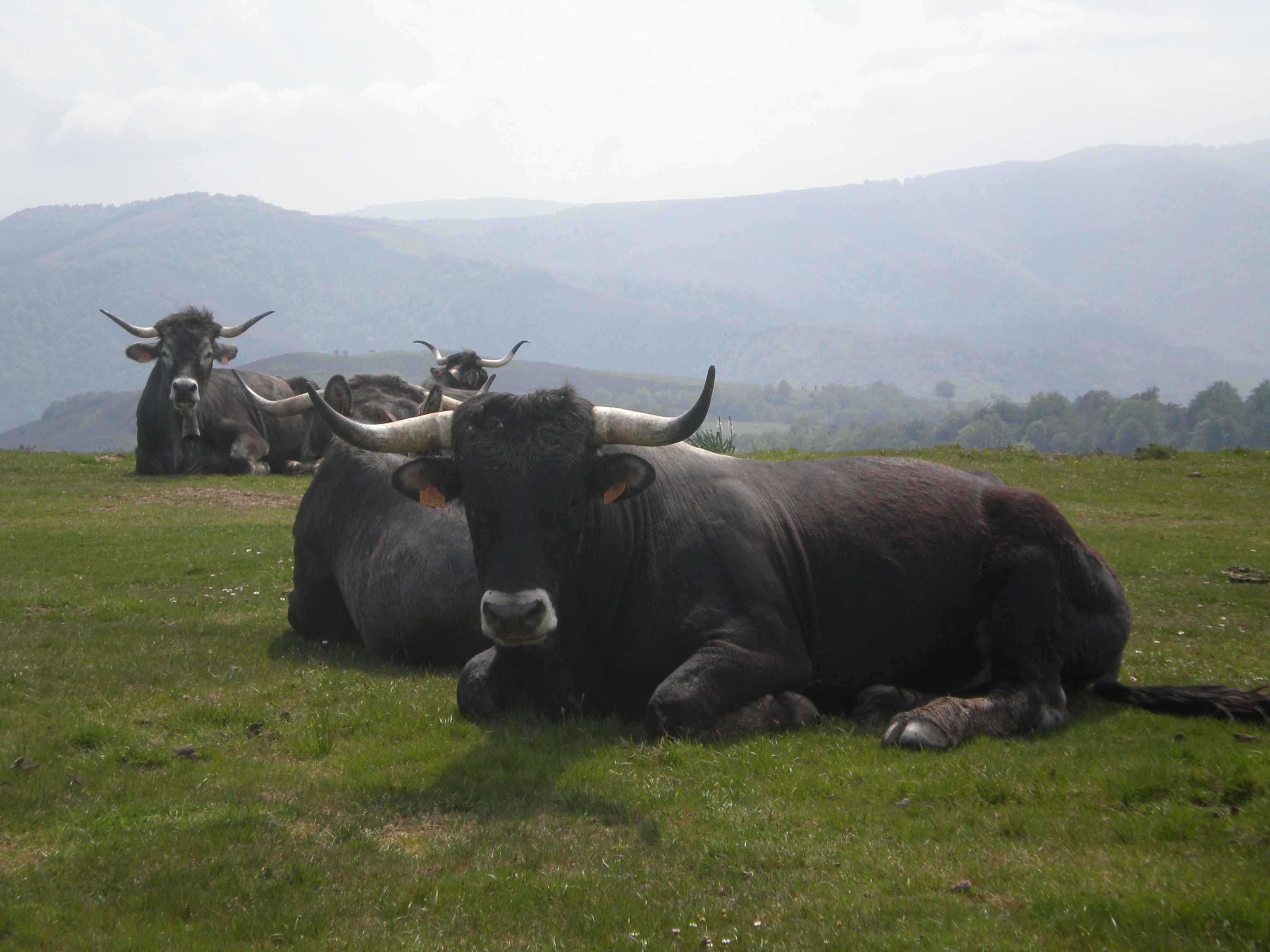
Toro y vacas tudancos a los pies del Pico Mozagro, Mazcuerras.

## Distribución
Se trata de una raza autóctona de la zona occidental de Cantabria que en la actualidad se cría por toda la comunidad autónoma y que en su momento de máxima expansión llegó a extenderse por el sur hasta áreas limítrofes de la montaña palentina, burgalesa y leonesa: La Castilleria, La Pernía, La Lora, La Braña o Fuentes Carrionas. En 1996 el censo de la cabaña en Cantabria ascendía a 8958 cabezas, habiéndose recuperado en los últimos años hasta las 12.991 cabezas de 2008. En la actualidad continúa catalogada como raza autóctona de protección especial.
Existen ejemplares en Castilla y León, no solamente en las provincias limítrofes con Cantabria como Palencia o Burgos, también en provincias más alejadas como Segovia.
Varios ejemplares de tudancas han sido introducidos para la conservación del paisaje en pastoreo extensivo semisalvaje en áreas naturales de Alemania y Holanda, con el fin de diversificar los brezales y prevenir que los árboles se conviertan en la flora dominante. Johannahoeve y la reserva de Planken Wambuis en Güeldres acogen sendos rebaños.